# Tripla kilences
A Tripla kilences (eredeti cím: Triple 9) 2016-ban bemutatott amerikai bűnügyi-thriller, melyet John Hillcoat rendezett és Matt Cook írt. A főszerepben Casey Affleck, Chiwetel Ejiofor, Anthony Mackie, Aaron Paul, Clifton Collins Jr., Norman Reedus, Teresa Palmer, Michael K. Williams, Gal Gadot, Woody Harrelson és Kate Winslet látható.
Az Amerikai Egyesült Államokban 2016. február 26-án mutatták be, Magyarországon DVD-n jelent meg szinkronizálva, az Egyesült Királyságban az eOne adta ki.

## Cselekmény
Bankrablás történik, amit az elkövetők profi módon hajtanak végre, azt kivéve, hogy a köteg pénz, amit egyikük magához vesz, robbanó, füstölgő piros festéket tartalmaz, ami miatt majdnem rajtavesztenek menekülés közben.
Kiderül, hogy a rablás két résztvevője rendőr. Egyikük a családja révén kapcsolatban van az orosz maffia Atlantában aktív vezetőjével, aki feleségének a nővére (a szülőknek van egy kisfia, aki többnyire az anyjával van). A nő azt „kérte”, hogy hozzák el a bankból egy személyes széf tartalmát, amit át is adnak neki a rablás után. Azonban kiderül, hogy a széf tartalmának használatához még szükség van néhány flopilemezre, amit egy adott napon az FBI erre a célra szolgáló biztonságos raktárában fognak tárolni. A maffia megszerzi az aznapra érvényes belépő kódokat, és a nyomatékosítás érdekében az egyik bandatagot halálosan megkínozzák, így kénytelenek elvállalni ezt a feladatot is. Mivel rendőri gyakorlatukból tudják, hogy a pár perces kiszállási idő alatt nem tudják végrehajtani az akciót, ezért kitalálják, hogy közvetlenül előtte egy rendőrgyilkosságot kell prezentálni a város másik végében, aminek helyszínére a rendőrök túl nagy létszámban fognak kivonulni, így nekik több idejük lesz a betörést elkövetni. Az áldozat szerepére az egyik újoncot szemelik ki. Azonban a számára felállított csapda nem sikerül jól, a korrupt rendőrt a csaliként felhasznált bűnöző több lövéssel súlyosan megsebesíti. Így az áldozatnak kiszemelt rendőr adja le rádión a „tripla 9-es kódot”, ami a rendőröket nagy létszámban riasztja. A tényleges betörést ezalatt a két másik társ hajtja végre. Távozáskor azonban már a különleges akciócsoport a helyszínen van, és a túszok elengedése után golyózáporral árasztják el a furgonjukat, amiben mindkét elkövető megsérül. Azonban egyikük visszamegy dolgozni, a másik helyszínre. Másikuk átadja az orosz maffia-főnöknőnek a kihozott dobozt, továbbá a kisfiának szánt, díszesen feldíszített csomagot. Megkapja a kialkudott pénzt, egy kis erőszak kíséretében. Azonban az átadott „ajándék” valójában távirányítható bomba, amit egy telefonhívással aktivál az átadója. Társa azonban (aki visszament a másik helyszínre), rendőrautójával megállítja, és némi csevegés után lelövi.
Mindeközben a lehetséges elkövetők után tartó nyomozásban szorul a hurok. Az áldozatnak kiszemelt rendőr nagybátyja vezeti a nyomozást, és tájékoztatja unokaöccsét, hogy Rodriguez a hunyó (aki éppen be akarja őt vinni, hogy felvegye a vallomását). Azonban a kocsijában a nagybácsi várja és lelövi az árulót.

## Szereplők
| Szerep           | Színész             | Magyar hang       |
| ---------------- | ------------------- | ----------------- |
| Michael Atwood   | Chiwetel Ejiofor    | Galambos Péter    |
| Marcus Belmont   | Anthony Mackie      | Kálid Artúr       |
| Russell Welch    | Norman Reedus       | Schmied Zoltán    |
| Gabriel Welch    | Aaron Paul          | Karácsonyi Zoltán |
| Chris Allen      | Casey Affleck       | Szatory Dávid     |
| Jeffrey Allen    | Woody Harrelson     | Stohl András      |
| Irina Vlaslov    | Kate Winslet        | Haumann Petra     |
| Elena Vlaslov    | Gal Gadot           | Nemes Takách Kata |
| Franco Rodriguez | Clifton Collins Jr. | Nagypál Gábor     |
| Trina Ling       | Michelle Ang        | Dögei Éva         |

## Médiakiadás és értékelés
A film vegyes véleményeket kapott a kritikusoktól. A Metacritic oldalán a film értékelése 52% a 100-ból, ami 41 véleményen alapul. A Rotten Tomatoeson a Tripla kilences 53%-os minősítést kapott, 161 értékelés alapján. A film az Amerikai Egyesült Államokban 2016 május 31-én jelent meg DVD-n és Blu-Rayen, Magyarországon pedig október 7-én.

## Forgatás és bevételek
A filmet 2014. május 28-án kezdték el forgatni Georgia, Atlantában.
A Tripla kilences a bruttósított bevétele Észak-Amerikában 12,6 millió dollár és más területeken 10,8 millió dollár volt. Összesen több mint 23,4 millió dollárt tudott termelni, ami a 20 milliós költségvetésével szemben jól teljesített. A film az első napon 2,1 millió dollárral kezdett, a nyitóhétvégén pedig 6,1 millió dollárral, így a hatodik helyen végzett a box office-en. Az Egyesült Államokban és Kanadában a pre-release nyomkövetése szerint, a film a nyitóhétvégéjén 2205 színházból 7-9 millió dollárt tudott összesen gyűjteni, utána az Egyiptom istenei követte (12-15 millió dollárt), de hasonlóan az Eddie, a sas ugyanebben a bevételben.